# 6536 Vysochinska
6536 Vysochinska eller 1977 NK är en asteroid i huvudbältet som upptäcktes den 14 juli 1977 av den rysk-sovjetiske astronomen Nikolaj Tjernych vid Krims astrofysiska observatorium på Krim. Den har fått sitt namn efter Lyudmila Iosifovna Vysochinska.
Den tillhör asteroidgruppen Flora.